# Charles Ives
Charles Edward Ives (ur. 20 października 1874 w Danbury, zm. 19 maja 1954 w Nowym Jorku) – amerykański kompozytor.
Tworzył pod koniec XIX i na początku XX wieku. Przez całe swe twórcze życie łączył komponowanie z pracą w firmie ubezpieczeniowej. Do jego najwybitniejszych dzieł należą cztery symfonie. Uważa się, że Ives wyprzedził eksperymenty Strawinskiego, Debussy’ego, Schönberga, Berga i Weberna.

## Życie i twórczość
Charles Ives rozpoczął edukację muzyczną w wieku pięciu lat. Uczył go ojciec, który był kapelmistrzem i nauczycielem. W wieku trzynastu lat Ives skomponował swój pierwszy utwór, a w wieku czternastu lat objął stanowisko organisty w miejscowym kościele. Był znany z fotograficznej pamięci – zapamiętywał wszystko, co usłyszał. W dzieciństwie był świadkiem spotkania się dwóch orkiestr marszowych, które grały różną muzykę. Wywarło to na nim wielkie wrażenie i odcisnęło piętno na jego późniejszych kompozycjach.
Ives pracował w dzień jako agent ubezpieczeniowy, później zaś jako współwłaściciel firmy ubezpieczeniowej, a nocami pisał swe utwory. Łączył ze sobą: atonalność, politonalność, dysonanse, ćwierćtony i asymetryczne rytmy. Zaprzestał komponowania w wieku pięćdziesięciu paru lat – powody tej niemocy artystycznej są nieznane. Do najwybitniejszych dzieł Ivesa należą jego cztery symfonie.
W 1946 roku Lou Harrison – miłośnik twórczości Ivesa – poprowadził premierowe wykonanie jego III Symfonii. Rok później kompozycja ta zdobyła Muzyczną Nagrodę Pulitzera. Ives zrezygnował z tych pieniędzy, przekazując ich połowę Harrisonowi. Kompozytor skomentował to słowami: „Nagrody są dla dzieci – ja jestem dorosły”.
Muzyka Ivesa zaczęła zyskiwać sobie prawdziwą popularność dopiero po jego śmierci. Jego najważniejszą kompozycją jest prawdopodobnie IV Symfonia. Ponieważ wymaga ona użycia bardzo dużych środków, pierwsze jej wykonanie miało miejsce dopiero w 1965 roku – niemal pół wieku po jej powstaniu i ponad dekadę po śmierci kompozytora.

## Ważniejsze kompozycje
- Variations on America na organy (1891)
- I Symfonia d-moll (1898–1901)
- Largo na skrzypce, klarnet i fortepian (1901)
- The Unanswered Question na orkiestrę kameralną (1908)
- II Symfonia (1907–1909)
- III Symfonia (The Camp Meeting) (1908–1910)
- II Sonata fortepianowa „Concord, Mass.” (1909–1915)
- Three Places in New England (Orchestral Set No. 1) (1912–1917)
- IV Symfonia (1912–1918)

## Podstawowa dyskografia
- The Symphonies I–IV, Orchestral Sets 1 (Three Places in New England) & 2, Los Angeles Philharmonic Orchestra, Zubin Mehta, The Cleveland Orchestra and Chorus, Christoph von Dohnányi, Academy of St. Martin in the Fields, Neville Marriner, Decca Music Group Limited, 466 745-2 (ADD).
- Central Park in the Dark, The Gong on the Hook and Ladder, Symphony No 2, Tone Roads et al, Fast „All Roads Lead to the Centre”, The Unanswered Question, Halloween, A Set of Three Short Pieces, Largo cantabile: Hymn, Filharmonia Nowojorska, Leonard Bernstein, Deutsche Grammophon, 429 220-2GH (DDD).
- The „Concord” Sonata, Songs, Pierre-Laurent Aimard (fortepian), Susan Graham (mezzosopran), Warner Bros. 2564 60297-2.
- Central Park in the Dark, Holidays, The Unanswered Question, Adolph Herseth (trąbka), Chicagowska Orkiestra Symfoniczna, Chicago Symphony Chorus, Michael Tilson Thomas, Sony Classical LP, 42381 (DDD).
- Central Park in the Dark, Holidays, The Unanswered Question, Adolph Herseth (trąbka), Chicagowska Orkiestra Symfoniczna, Chicago Symphony Chorus, Michael Tilson Thomas, Sony Classical CASS 40-42381 (DDD).